# Kostel svatého Isidora (Luleč)
Kostel svatého Isidora v Lulči je farní kostel v římskokatolické farnosti Luleč. Barokní kostel byl postaven v roce 1739 na základech kaple svatého Gottharda. Kostel, zasvěcený svatému Isidorovi, je chráněn jako kulturní památka České republiky. Významným dnem lulečské farnosti je 21. září, kdy se zde slaví den vzájemných modliteb farností za bohoslovce a bohoslovců za farnosti brněnské diecéze.